# Référentiel non inertiel
Un référentiel non inertiel, ou non galiléen, est un référentiel qui ne vérifie pas les conditions nécessaires pour être inertiel (galiléen). Les deux premières lois du mouvement de Newton n'y sont vérifiées qu'en invoquant des forces supplémentaires appelées forces d'inertie, souvent qualifiées de « fictives », qui sont dues au mouvement accéléré du référentiel par rapport à un référentiel inertiel.

## Quelques graphiques
Dans un référentiel inertiel, un corps ponctuel libre de toute influence a un mouvement inertiel qui suit un mouvement rectiligne uniforme. Vu depuis un référentiel non inertiel, ce mouvement inertiel n'est pas rectiligne ou pas uniforme, ou ni l'un ni l'autre.

Vue de deux corps en mouvement inertiel depuis un référentiel non inertiel (noir) ; ce mouvement est rectiligne et uniforme dans le référentiel inertiel vert.

Les corps ponctuels A et B ont un mouvement rectiligne et uniforme dans le référentiel inertiel vert, mais ils sont présentés là comme vus depuis le référentiel non inertiel noir (en rotation à vitesse angulaire constante par rapport au vert) et ces mouvements inertiels sont alors des trajectoires courbes dont il faudrait une force pour les en détourner.

Vue depuis le référentiel en rotation, donc non inertiel, du corps A en rotation avec ce référentiel, et s'il est lâché à un moment donné, il a un mouvement inertiel, ici vu depuis ce référentiel tournant...

À gauche, un corps ponctuel obligé d'être en rotation est immobile par rapport au référentiel attaché au rayon en rotation, mais s'il est lâché en chemin, donc si plus aucune force ne s'exerce sur lui, il entamera un mouvement inertiel, vu comme rectiligne uniforme dans un référentiel inertiel, suivant la tangente au mouvement de rotation. La force l'attachant au rayon en rotation l'empêchait de suivre ce mouvement inertiel, cette force s'opposait à l'inertie du corps, ou encore à sa force d'inertie.

Vue depuis un référentiel inertiel du corps A en rotation, et s'il est lâché en chemin, il prend la tangente...

À droite, le même phénomène qu'à gauche, mais vu depuis le référentiel en rotation. Une fois lâché, le corps se met en mouvement dans ce référentiel, ce qui est interprété comme la conséquence d'une force d'inertie, force virtuelle ou pseudo-force.

## Lois du mouvement en référentiel non inertiel
À la condition de prendre en compte l’existence de forces d’inertie, on peut considérer que le principe fondamental de la dynamique, dû à Newton, reste applicable dans les référentiels non inertiels. Toutefois le principe d'inertie y est modifié : aux forces standard que subit l'objet considéré s'ajoutent des forces d'inertie dues au mouvement accéléré du référentiel. Ces forces d’inertie ne sont pas dues à des interactions entre corps, mais seulement le reflet du mouvement accéléré du référentiel non inertiel (elles sont donc d’origine purement cinématique). On distingue la force d'inertie d'entraînement, présente indépendamment du mouvement relatif au référentiel non inertiel, et la force d'inertie de Coriolis qui n'existe qu'en présence d'une vitesse relative. La force d'inertie d'entraînement comprend notamment la force d'entraînement de translation et la force centrifuge.
La force d'inertie d'entraînement est celle que l'on ressent par exemple lorsque l'on est dans une voiture qui freine brusquement. Une voiture qui freine ne peut pas être un référentiel d'inertie puisqu'elle subit une accélération (qui correspond au freinage). C'est à cause de cette force virtuelle que l'on est attiré vers l'avant lors du freinage. L'inverse est vrai lorsque la voiture accélère : on ressent l'accélération, c'est-à-dire une force virtuelle qui « tire » vers l'arrière. Ceci est dû au fait que les lois de la dynamique doivent être modifiées lorsqu'elles sont considérées dans un référentiel accéléré. Si on se place, par exemple, dans un référentiel associé à la route, alors les personnes dans la voiture subissent la même force de freinage que la voiture.
L'accélération centrifuge (ou force centrifuge lorsqu'elle est multipliée par la masse de l'objet) est due à la rotation d'un référentiel non inertiel. Une rotation pure est une accélération, c'est pour cela qu'un tel référentiel ne peut être considéré comme inertiel. Cette force est celle que l'on ressent dans un manège par exemple.
Et il y a enfin l'accélération de Coriolis, qui apparaît quand un objet se déplace dans un référentiel ayant un mouvement de rotation. Quand un objet est mobile dans un référentiel non galiléen, en plus des forces d'inertie d'entraînement dont la force centrifuge, il subit les effets de la force de Coriolis. Cette force d'inertie est notamment à l'origine de la déviation vers l'est d'un objet en chute libre, ou encore de l'enroulement en spirale des dépressions atmosphériques.
Si les forces d'inertie dont celle de Coriolis sont de faible intensité par rapport aux forces en jeu dans une expérience de courte durée, alors le référentiel non inertiel peut être considéré comme inertiel pour l'expérience. C'est le cas à la surface de la Terre, lorsque les forces d'inertie dont celle de Coriolis sont négligeables dans certaines expériences (oscillation de pendule sur une courte durée, roulement d'une bille sur une table, expériences de physique quantique, etc). Le pendule de Foucault est un exemple d'expérience où les forces de Coriolis ne sont pas négligeables : elle permet, en quelques heures, de montrer que la Terre est en rotation sur elle-même.

## Translation rectiligne et uniforme, ou non

Un exemple de référentiel non inertiel est un référentiel rotatif. Le point subit une force centrifuge qui doit être équilibrée pour pouvoir continuer à tourner. Sinon, il ne subit aucune force d'Euler puisque la vitesse de rotation est constante, et il ne subit aucune force de Coriolis puisqu'il ne se déplace pas par rapport au référentiel rotatif.

Supposons un référentiel galiléen R0 connu, quitte à l'avoir déterminé. Le principe fondamental de la dynamique (PFD) de Newton y est valable : {\displaystyle {\vec {\mathrm {F} }}=m{\vec {a}}_{\mathrm {R} ^{0}}}. La formule de composition des mouvements montre aisément que tout référentiel en translation rectiligne et uniforme par rapport à R0 est aussi un référentiel inertiel.
En négligeant la gravitation (qui intervient à travers le principe d'équivalence), un référentiel qui n’est pas en mouvement de translation rectiligne et uniforme par rapport à un référentiel galiléen est un référentiel non inertiel. Cette définition regroupe notamment les mouvements suivants :
- translation non uniforme, c’est-à-dire accélérée (non rectiligne et/ou à vitesse non constante) ;
- rotation ;
- translation et rotation.

Dans le cas où un phénomène gravitationnel est envisagé, du fait du principe d'équivalence, tout référentiel en chute libre dans le champ gravitationnel est un référentiel (localement) inertiel. Ce qui amène des référentiels (localement) inertiels en déplacement non rectiligne ou/et non uniforme les uns par rapport aux autres.
En physique classique où la gravitation est modélisée par une force, un référentiel où règne un champ de gravitation (et aucune force dite d'inertie) peut être considéré comme un référentiel inertiel soumis à l'influence de cette force causée par un corps physique et non pas due au choix du référentiel.

## Pesanteur apparente
La pesanteur, ou encore le poids, est la force dérivée de la gravitation qui est perçue dans un référentiel non galiléen.

### Définition
Dans le cas d’un référentiel R en translation uniformément accélérée par rapport au référentiel terrestre, noté {\displaystyle \mathrm {R} (\mathrm {A} ,{\vec {a}}_{0})}, d’origine A, et en accélération constante {\displaystyle {\vec {a}}_{0}}, si on appelle g le champ de pesanteur terrestre, on peut écrire, dans R :
{\displaystyle m{\vec {a}}_{\mathrm {M} /\mathrm {R} }={\vec {\mathrm {F} }}+m{\vec {g}}-m{\vec {a}}_{0}={\vec {\mathrm {F} }}+m{\vec {g}}_{\mathrm {apparent} }}
avec {\displaystyle {\vec {g}}_{\mathrm {apparent} }={\vec {g}}-{\vec {a}}_{0}} appelé champ de pesanteur apparent.

### Exemples
- On perçoit cette pesanteur apparente dans un ascenseur : les fortes accélérations s’ajoutant ou diminuant la pesanteur provoque un haut-le-cœur. On sait que si l’ascenseur tombe en chute libre {\displaystyle {\vec {g}}={\vec {a}}_{0}}, la pesanteur apparente est nulle, et on parle alors d’impesanteur (ou apesanteur).
- En plaçant un propulseur tel que la chute se fasse avec une accélération de {\displaystyle {\vec {a}}_{0}=2\,{\vec {g}}}, on obtient une gravité apparente de même direction et de même norme, mais de sens inverse : on percevrait donc une pesanteur normale, mais en ayant les pieds au plafond.
- Une Caravelle 0-g est un avion qu’on laisse tomber en chute libre en compensant l’effet de l’air grâce à des capteurs très sensibles : on peut pendant quelques dizaines de secondes[2] être en impesanteur comme si on se trouvait dans l’espace : cela suffit pour des protocoles de validité d’expériences spatiales et c’est beaucoup moins cher qu’un satellite.
- Les tours inertielles de 500 mètres en 0 g permettent, elles, 10 secondes d’étude en chute libre.
- Si un wagon descend un plan incliné d’un angle {\displaystyle \alpha }, avec une accélération {\displaystyle g\sin \alpha }, la pesanteur apparente est {\displaystyle g\cos \alpha \,K}, où K est la normale au wagon : rien donc pour les passagers ne semble changer sinon que la pesanteur apparente est moins grande.

Même s’il ne s’agit pas à proprement parler de pesanteur apparente, il est d’usage aussi de comparer à la pesanteur les effets des forces d’inerties dans un référentiel non galiléen. On dira ainsi d’une force qu’elle vaut 1 g si son action est équivalente à celle du champ de pesanteur terrestre.
- Quand on stoppe une voiture de vitesse 36 km/h (soit 10 m/s) en une seconde, le passager subit une force de {\displaystyle {\sqrt {10^{2}+9{,}81^{2}}}=1{,}43\,g}. À 360 km/h, c’est environ 10,5 g.
- Un pilote de chasse subit « le voile noir » vers 5 g.

## Non conservation de l'énergie mécanique totale
Dans un référentiel non inertiel, l'énergie mécanique totale d'un système fermé n'est pas conservée au cours du temps : par exemple, dans un référentiel non inertiel, un corps sur lequel ne s'exerce aucune force, et initialement immobile, se met spontanément en mouvement, donc acquiert de l'énergie cinétique.

## Relativité restreinte et générale
En relativité, si la métrique du référentiel d'étude n'est pas minkowskienne, le référentiel est non-inertiel. En relativité restreinte, l'espace-temps est plat, et dans le cas de référentiels non-inertiels il apparait des effets métriques qui redonnent dans la limite classique les forces d'inertie d'entrainement et de Coriolis. Deux cas particuliers : le référentiel uniformément accéléré et le référentiel tournant.
En relativité générale, les effets métriques redonnent la force de gravitation. L'espace-temps est alors courbe, et le tenseur de courbure de Riemann n'est plus nul.